# فوخسهوفن
فوخسهوفن (به آلمانی: Fuchshofen) یک شهر در آلمان است که در اهرویلر واقع شده‌است. فوخسهوفن ۹۷ نفر جمعیت دارد.